# Amtsgericht Hirsingen
Das Amtsgericht Hirsingen war ein deutsches Amtsgericht mit Sitz in Hirsingen in den Jahren 1879 bis 1918.

## Geschichte
Hirsingen war Sitz eines französischen Friedensgerichts. Nach der Abtretung Elsass-Lothringens im Frieden von Frankfurt an das Deutsche Reich 1871 wurde die Gerichtsstruktur mit dem Gesetz, betreffend Abänderung der Gerichtsverfassung vom 14. Juli 1871 und der Ausführungsbestimmung hierzu vom gleichen Tag neu geregelt. Dabei wurden die Friedensgerichte beibehalten.
Im Rahmen der Reichsjustizgesetze wurden 1879 die Friedensgerichte im Reichsland Elsass-Lothringen aufgehoben und Amtsgerichte gebildet. Das Amtsgericht Hirsingen war dem Landgericht Mülhausen nachgeordnet.
Am Gericht bestand 1880 eine Richterstelle. Das Amtsgericht war ein kleines Amtsgericht im Landgerichtsbezirk.
Der Gerichtsbezirk umfasste 1895 den Kanton Hirsingen mit 155 Quadratkilometern und 11.994 Einwohnern und 25 Gemeinden.
Mit der Verordnung des Statthalters, betreffend die auswärtigen Gerichtstage der Amtsgerichte vom 4. Dezember 1903 wurde festgelegt, dass das Amtsgericht Hirsingen Gerichtstage in Niedersept für die Gemeinden Friesen, Largitzen, Hindlingen, Merzen, Niederlarg, Niedersept, Obersept, Pfetterhausen, St. Ulrich, Strüth und Überstrass. abhalten sollte.
Mit der Verordnung über den Sitz und die Bezirke der Amtsgerichte vom 3. April 1909 gingen die Gemeinden Füllern, Merzen, St. Ulrich und Strüth aus dem Sprengel des Amtsgerichts Hirsingen in den Sprengel des Amtsgerichts Dammerkirch über. Daneben ging die Gemeinde Weiler aus dem Sprengel des Amtsgerichts Altkirch in den Sprengel des Amtsgerichts Hirsingen über. Gleichzeitig gingen die Gemeinden Mittelmüspach, Niedermüspach und Obermüspach aus dem Sprengel des Amtsgerichts Pfirt in den Sprengel des Amtsgerichts Hirsingen über.
Nach der Abtretung Elsass-Lothringens an Frankreich nach dem Ersten Weltkrieg wurde das Amtsgericht Hirsingen als „Tribunal cantonal Hirsingue“ weitergeführt. Im Zweiten Weltkrieg wurde 1940 von der deutschen Besatzungsmacht die vorgefundene Gerichtsstruktur unter Verwendung deutscher Ortsnamen und Behördenbezeichnungen, hier also wieder als Amtsgericht Hirsingen, fortgeführt.